# Gummibär
Gummibar este o bomboană gelatinoasă în lungime de 2 cm și are forma unui ursuleț, produs de compania germană Haribo.